# Eduard Scherrer (bobbista)
Eduard Scherrer (Leysin, 15 aprile 1890 – 4 luglio 1972) è stato un bobbista svizzero.

## Biografia
Ai I Giochi olimpici invernali (edizione disputatasi nel 1924 a Chamonix, in Francia) vinse la medaglia d'oro nel Bob a 4 con i connazionali Alfred Neveu, Alfred Schläppi e Heinrich Schläppi superando la nazionale britannica (medaglia d'argento) e belga (bronzo). Il tempo totalizzato fu di 5:45.54.